# تور احیا
تور احیا (به انگلیسی: Revival Tour) دومین تور کنسرت انفرادی خواننده آمریکایی سلنا گومز برای حمایت و پشتیبانی از آلبوم دومش، احیا (۲۰۱۵) بود. این تور در تاریخ ۶ مه ۲۰۱۶ در لاس وگاس، نوادا در مرکز مندلی بی آغاز شد و در ۱۳ اوت ۲۰۱۶ در آوکلند، نیوزیلند در آوکلند سیتی آرنا پایان یافت.

## فهرست مجموعه
این فهرست مجموعه نماینده نمایش در تاریخ ۵ ژوئیه ۲۰۱۶ است و نماینده کلیه کنسرت ها برای مدت زمان تور نیست.
1. «احیا»
2. «همون عشق قدیمی»
3. «بیا بگیرش»
4. «هوشیار»
5. «خوش به حالت»
6. «بازماندگان»
7. «واشش کن»
8. «مثل یک ترانه عاشقانه دوستت دارم»
9. «نمی‌تونم خودمو کنترل کنم»
10. «چه کسی می‌گوید»
11. «تغییر شکل» / «هیچ‌کس»
12. «احساسم کن»
13. «من و دخترانم»
14. «من و ریتم»
15. «گرمای بدن»
16. «رؤیاهای شیرین (از این ساخته شده‌اند)»
17. «با مهربانیت شرمنده‌اش کن»
18. «می‌خواهم که بدانی»
19. «احیا» (ریمیکس)